# بخش مرکزی شهرستان کوار
بخش مرکزی شهرستان کوار بخشی در شهرستان کوار واقع در استان فارس در ایران است.